# Federación Iberoamericana de Fondos de Inversión
La Federación Iberoamericana de Fondos de Inversión fue constituida formalmente en el año 2007, como una necesidad de integración de la industria de fondos de inversión en los países de la región.
La misión de la FIAFIN es constituir una federación que integre todas las asociaciones gremiales de fondos mutuos o colectivos de Ibero América, con la finalidad de promover el crecimiento, desarrollo y consolidación del mercado de fondos de inversión como el medio para la canalización del ahorro, a través de vehículos accesibles, hacia el sector productivo de los países que representan.
Tiene como visión ser una organización que represente a las asociaciones de fondos mutuos o colectivos de los países de Ibero América, generando identidad y proyección en el contexto internacional y, a través de sinergias, optimizar la regulación y la práctica de la industria en los países integrantes que propicien bases para negocios intraregionales.
Su objetivo es compartir conocimientos y experiencias, así como prestar apoyo en torno de la industria de fondos mutuos o colectivos de los países integrantes de Ibero América, así como promover el crecimiento y sano desarrollo del sector en el contexto mundial a fin de que se convierta en el principal vehículo para el ahorro de los países de la región.
Los catorce países que lo integran son Argentina, Bolivia, Brasil, Colombia, Costa Rica, Chile, Ecuador, El Salvador, España, México, Perú, Portugal, República Dominicana y Venezuela.
La FIAFIN organiza, entre otras, reuniones anuales a las cuales asisten los representantes de todos los países que la conforman, así como de las instituciones que representan y las autoridades que las regulan.
Los países miembros elaboran estudios, comunicados de prensa y publican estadísticas trimestrales a través de la página de Internet http://www.fiafin.org Archivado el 1 de junio de 2010 en Wayback Machine.
Su estructura organizacional está conformada por una Presidencia, un secretariado y una Mesa Directiva, mismos que son nombrados de acuerdo a lo establecido en los Estatutos de la Federación.
En adición se han conformado Comités que abordan los diferentes temas de interés para el sector, estos Comités son: Comité de Desarrollo, Comité de Finanzas, Comité de Normativa y Comité de Información y Comunicación.
- Datos: Q5983931